# Ергодичний розподіл

## Визначення
Нехай{\displaystyle \{X_{n}\}_{n\geq 0}} — однорідний ланцюг Маркова з дискретним часом і зліченним числом станів. Позначимо
{\displaystyle p_{ij}^{(n)}=\mathbb {P} (X_{n}=j\mid X_{0}=i)}
перехідні ймовірності за {\displaystyle n} кроків. Якщо існує дискретний розподіл {\displaystyle \pi =(\pi _{1},\pi _{2},\ldots )^{\top }}, такий, що {\displaystyle \pi _{i}>0,\;i\in \mathbb {N} } і
{\displaystyle \lim \limits _{n\to \infty }p_{ij}^{(n)}=\pi _{j},\quad \forall i=1,2,\ldots },
то він називається ергодичним розподілом, а сам ланцюг називається ергодичним.

## Основна теорема про ергодичні розподіли
Нехай {\displaystyle \{X_{n}\}_{n\geq 0}} — ланцюг Маркова з дискретним простором станів і матрицею перехідних ймовірностей {\displaystyle P=(p_{ij}),\;i,j=1,2,\ldots }. тоді цей ланцюг є ергодичним тоді і тільки тоді, коли він
1. нерозкладний;
2. додатнозворотний;
3. аперіодичний.

Ергодичний розподіл {\displaystyle \mathbf {\pi } } тоді є єдиним роз'язком системи: 
{\displaystyle \sum \limits _{i=0}^{\infty }\pi _{i}=1,\;\pi _{j}\geq 0,\;\pi _{j}=\sum \limits _{i=0}^{\infty }\pi _{i}\,p_{ij},\quad \,j\in \mathbb {N} }.